# 국립 국제 의료 연구 센터

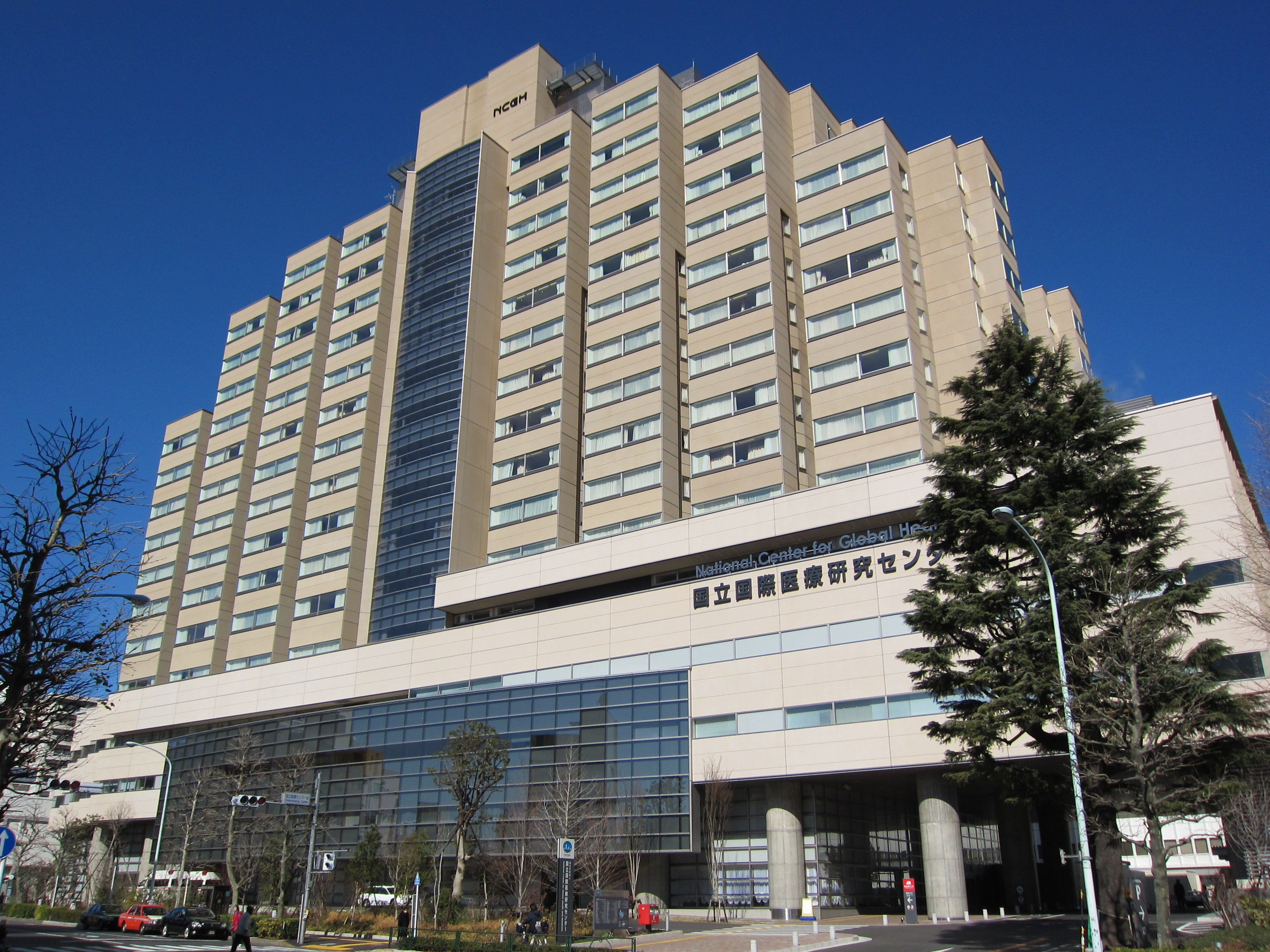
국립 국제 의료 연구 센터

국립 국제 의료 연구 센터(일본어: 国立国際医療研究センター 고쿠리쓰코쿠사이이료켄큐센타[*], 영어: National Center for Global Health and Medicine, NCGM)는 일본 후생노동성에서 운영하는 의료 센터이다. 부속 시설로 국립 간호 대학교가 있다. 1993년 10월 1일 설립되었으며, 신주쿠구 도야마에 위치하고 있다.